# Psilogramma
Psilogramma is een geslacht van vlinders uit de familie pijlstaarten (Sphingidae).

## Soorten
- Psilogramma increta (Walker, 1865)
- Psilogramma jordana Bethune-Baker, 1905
- Psilogramma menephron (Cramer, 1780)
- Psilogramma papuensis Brechlin, 2001
- Psilogramma wannanensis Meng, 1990